# Skenderbegov muzej
Skenderbegov muzej ili Nacionalni muzej „Đurđa Kastriotia, Skenderbega” je istorijski i nacionalni muzej u gradu Kroja u Albaniji. Opšta postavka Muzeja rađena po zvaničnoj nacionalnoj istoriografiji i prikazuje Skenderbegov privatni život i borbu ovog plemića koji je sebe nazivao i knez Albanije protiv Osmanskog carstva koje je četiri puta od 1443. do 1478. godine bezuspešno pokušavalo da osvoji Kroju.

## Osnovne informacije
Muzej se nalazi na periferiji istorijskog grada Kroja, smeštenog imeđu planine Kruje i reke Ishem, u istoimenoj opštini sa oko 20.000 stanovnika, u kojoj je na vlasti Socijalistička partija Albanije. Udaljen je oko tridesetak kilometara od Tirane.

## Razmeštaj
Skenderbegov muzej se nalazi unutar zidina Dvorac Kroja, eliptične tvrđave na vrhu kamenite litice visoke 804 m, koja se prostire na površini od 2,5 hektara. Arheološka iskopavanja iz 1978. pokazuju da je brdo naseljeno još od 3. veka pre nove ere, dok je prvi dvorac podignut u 5. do 6. veku. U blizini dvorca otkriveno je veliko groblje kulture Arbreša.
Današnji dvorca pominje se u 9. veku zajedno sa gradom Krojom kao biskupsko središte. U 13. i 14. veku u dvorcu je bilo središte države Arbr. Tokom perioda vladavine Skanderbega u 15. veku dvorac je postalo albansko uporište — tvrđava.

## Istorijski preduslovi
Nastanak Skenderbegovog Muzeja u Dvorcu kroja vezuje se za sledeće istorijske preduslove, koji su od izuzetnog značaja za sve stanovnike Albanije, kao deo njihovog najvažnijeg kulturnog i istorijskog nasleđa.
Kada je moćno Otomansko Carstvo sve više osvajalo pojedine oblasti Balkanskog poluostrva i druge delova Evrope, u 15. veku jedan mali srednjovekovni dvorac u Albaniji ponosno je stajao na vrhu kamenite litice, visoko iznad grada Kroje, i jedno vreme ostao van ovog osvajanja. Bio je to Dvorac Kroja sagrađen u 5. ili 6. veku.
U vreme otomanske imperije, u 15. veku dvorac je bio sedište Đurađa Kastriotia, kasnije nazivanog Skenderbeg i „zmaja Albanije”, albanskog plemića i vojnog zapovednika. On je u ranom periodu života bio poslan kao talac otomanskog dvora zajedno sa njegovom braćom, nakon što je njegov otac Ivan Kastriot, koji je bio među prvima koji se suprotstavio upadima Bajazita I, bio na to prinuđen od strane Sultan kako bi osigurao vernost plemića tih krajeva. Tretman taoca nije bio tako loš. Naprotiv, Đurađ Kastrioti se školovao u najboljim vojnim školama gde je u čuvenoj školi za janičare — Enderunu, trenirao, i bio među najuspešnijim učenicima, obučavan da postane budući vojni komandant. Kada je završio školu Enderun, sultan mu je obećao vlast nad posedima kojima je vladao njegov otac. Čuvši to, Ivan se zabrinuo da sultan ne pošalje Skenderbega da zauzme njegov posed, pa je u aprilu 1428. godine, obavestio Mletačku republiku, u nadi da će od njih dobiti pomoć. Tom prilikom Ivan je bio primoran da traži oproštaj od Mletačke, budući da je njegov sin Skenderbeg prethodno ratovao sa hrišćanima. Ivana je 1430. godine ipak porazio vojvoda Skoplja, Isak-beg, koji je uspeo da zauzme neke delove Ivanovih teritorija, ali ne sve.
Skenderbeg je 1437. smenio dotadašnjeg osmanskog namesnika grada Kroje Hizir-bega, i u njemu vlado kao osmanski namesnik u Kroji do novembra 1438. godine, kada je Hizir-beg ponovo postavljen na taj položaj. Dok je bio u oblasti današnje Albanije kao osmanski namesnik, održavao je dobre odnosa sa svojim ljudima i sa plemićima, poput svog oca. Nakon toga, do maja 1438. godine, Skenderbeg je vladao velikim vilajetom u oblasti oko Maće i Lješa, odakle je uspeo da osvoji devet sela koja su prethodno pripadala njegovom ocu Ivanu, pa je po njemu nazvao tu oblast „Ivanov posed”. Zbog veština koje je pokazao u borbama, Skenderbeg je od sultana dobio titulu valije. U to vreme, Skenderbeg je komandovao vojnom jedinicom od 5.000 ljudi.
Nakon smrti njegove braće Repoša 25. jula 1431. godine i Konstantina 1437. godine, kao i njegovog oca Ivana 1437. godine, Staniša i Skenderbeg nastavili su politiku svog oca prema Mletačkoj republici i Dubrovniku. Godine 1438/9. imali su neprekidne privilegije u tim državama, koje su nasledili od oca.
Nakon napuštanja službe u Osmanskom carstvu Skenderbeg je vodio pobunu protiv vladavine Osmanlija u Albaniji. U Lješu 1444. godine sazvao je plemenske glavare Arbanije i Crne Gore, kako bi se zakleli da će zajednički ratovati protiv Osmanlija. Postao je vođa tada formirane Lješke lige. Zbog borbe protiv Osmanlija prvo ga je glorifikovala Katolička crkva (iako je tokom svog života bio i musliman i pravoslavac), a ubrzo i slovenski narodi sa Balkana, koji su ga smatrali svojim nacionalnim herojem.
Pod njegovim zapovedništvom srednjovjekovni dvorac Kroja, koji je branila mala vojska obično ne veća od 3.000 branilaca, odbijala je osmanske višestruke masovne opsade, počevši od 1444. godine. Osmanske snage koje su osvojile velike površine poput Carigrada i Balkana nisu mogle 15 godina probiti obranu ovog dvorca.
Kastriotijeve vojne veštine predstavljale su veliku prepreku osmanlijskoj ekspanziji u zapadnoj Evropi. Osmanlije su mu dali nasimak Iskender bey, što znači „Gospodin Aleksandar” ili „Vođa Aleksandar” (a prevodi se kao Skanderbeg), što se smatra da je ništa manje od poređenja sa Aleksandrom Velikim.
Deset godina nakon smrti Skenderbega, koji je bolovao od malarije i umro 17. januara 1468. godine, u 63. godini života, 1478. godine, nakon što je pretrpelo mnoge uporne napade osmanske vojske, ovo albansko uporište je konačno osvojeno, i vlast nad dvorcem i Krojom preuzeo je osmanski vladar sultan Mehmed II.

## Značaj Muzeja za Albance
Muzej i Dvorac Kruja u kome je on smešten danas je jedno od najpopularnijih i najposećenijih mesta od strane domaćih i stranih turista.To proističe iz činjenice da je smešten u Dvorcu Kroje izgrađenom još u 5. veku, koji je u narednih 10 vekova pretrpeo mnoge oluje, i svoju slavu stakao u 15. veku, pod upravom Skenderbega. Tako je ovaj Muzej za Albaniju postao deo istorije prožete određenom vrstom veličanstva, jer se poistovjećuje sa pričom o ovom dvorcu, po kojoj Albanci sebe smatraju jednom malom ali moćnom silom.

## Muzejska postavka
U Dvorcu Kruje koji je proglašen za kulturno-istorijski spomenik od velikog značaja za Albaniju, u osnovan je muzej posvećen legendarnom albanskom vođi Skenderbegu. Otkako je otvorena 1982. godine, Muzej je postao znamenitost Kruja i jedno je od najposećenijih mesta u Albaniji.
Muzej ima prizemni deo i tri sprata koji su povezani liftom, tri kupole i balkon na krovu odakle puca panoramski pogled na drevnu Kroju. Sve prostorije sa eksponatima su klimatizovane zbog vreline koja u ovim delovima Albanije vlada u letnjim mesecima.
Muzej je nasta angažovanjem stručnjaka iz svih oblasti nauke i kulture, uključujući tim poznatih albanskih arhitekata, koje su predvodili Pirro Vaso i Pranvera Hoxha. Inspiraciju su autori muzeja crpili iz konceptualne platforme koju je osmislio Aleks Buda, tada predsedavajući Akademije nauka Albanije. Timovi koje je vodio poznati istoričar Kristo Frashëri i talentovani albanski slikar Bashkim Ahmeti, takođe su dali značajan doprineli ovom velikom projektu.
Muzej je izvorno zamišljena kao mesto istorijskih sećanja, a njegov izgled uspešno je usklađen sa istorijom i srednjovekovnom umetnošću. U Muzeju je prikazan život i istorija albanskih kneževina.
Eksponati su raspoređeni na način koji hronološki prikazuju Skanderbegov život i njegova vojna dostignuća, u jednom od najponosnijih razdoblja albanske istorije. Važan prikaz je replika oružja Skanderbega: njegova čuvena kaciga i mač u obliku kozje glave.
Hronološki izložba posetioca upoznaje sa istorijom, ali i kulturnim nasleđem kroz predmete od keramike, bronze, gvožđa i bakra, kao i originalne ikone i mačevi tog razdoblja. U muzeju se čuva i crkveno zvono iz 1462. godine. Vizantijske freske koje prekrivaju zidove muzeja, potsećaju na povratak Skanderbega u Kruju i veličaju ujedinjenje nekad podeljenih albanskih kneževina.
U Muzeju je zapažena i postavka lokalne pobune protiv Osmanskog carstva iz 1906. godine i originalna Deklaracija o nezavisnosti autonomne Albanije iz 1912.
Postavka o Drugom svetskom ratu prikazuje aktivnosti pokreta otpora Abaza Kupa protiv fašističke okupacije.

## Informacije za turiste
Radno vreme
- Leti: od maja do okrobra, svaki dan od 09:00 — 19:00 časova
- Zimi: od oktobra do maja, svaki dan od 09:00 do 14:00 i od 16:00 do 19:00, nedeljom od 09:00 do 19:00 časova

Vodiči
Nacionalni muzej u Kroji poseduje vodiče na albanskom i engleskom jeziku.
Cena ulaznice
Ulaznica za muzej staje 120 leka, oko 1. evro.

## Spoljašnje veze
- Web stranica
- Fotografije muzeja, 2006.
- „The Medieval Albanian Castle That Resisted the Mighty Ottomans”. Atlas Obscura (на језику: енглески).